# Баркалаев, Джабраил Абдулгаджиевич
Джабраил Абдулгаджиевич Баркалаев (3 апреля 1972, Тиви — 3 декабря 2010, Махачкала) — российский дзюдоист, призёр чемпионатов России, вице-президент Федерации дзюдо Дагестана, тренер.

## Биография
Сын известного дзюдоиста, чемпиона и призёра чемпионатов СССР, призёра чемпионата Европы Абдулгаджи Баркалаева родился в селе Тиви Грузинской ССР. В 1989 году окончил школу № 34 в Махачкале. В 1993 году окончил спортивно-педагогический факультет Дагестанского государственного педагогического университета. В 1997 году закончил экономический факультет Дагестанского государственного университета. Работал вице-президентом федерации дзюдо Дагестана и директором спорткомплекса «Спартак».
Был убит вечером 3 декабря 2010 года в Махачкале у входа в спорткомплекс «Спартак». Двое неизвестных дожидались спортсмена в машине. Не выходя из неё, они дали очередь из автоматического оружия. В теле Баркалаева насчитали около 15 ранений. Убийц найти не удалось. По версии коллег Баркалаева, убийство было связано с его профессиональной деятельностью.

## Спортивные достижения
- Чемпионат России по дзюдо 1994 года — ;
- Чемпионат России по дзюдо 1996 года — ;